# Chuť lásky
Chuť lásky (v anglickém originále Feast of Love) je americký romantický film z roku 2007. Režisérem filmu je Robert Benton. Hlavní role ve filmu ztvárnili Morgan Freeman, Greg Kinnear, Radha Mitchell, Billy Burke a Selma Blairová.

## Obsazení
| Morgan Freeman | Harry Stevenson |
| Greg Kinnear   | Bradley Smith   |
| Radha Mitchell | Diana Croce     |
| Billy Burke    | David Watson    |
| Selma Blairová | Kathryn Smith   |
| Alexa Davalos  | Chloe Barlow    |
| Toby Hemingway | Oscar Gamlen    |
| Stana Katic    | Jenny           |